# Organización Europea para el Desarrollo de Lanzaderas

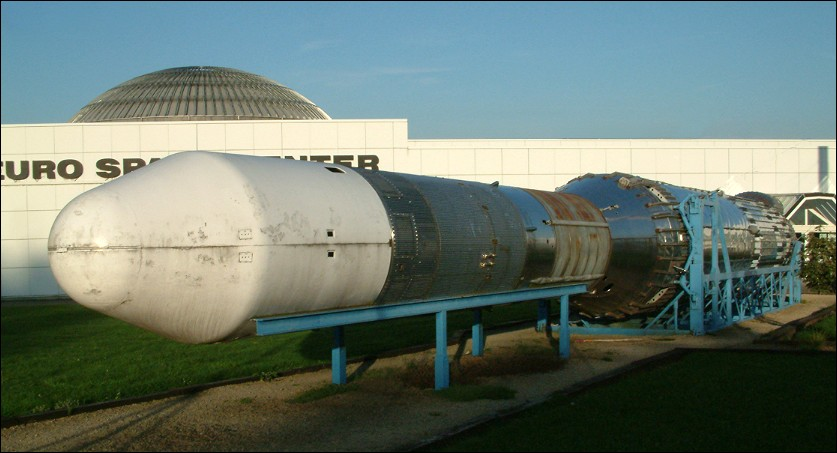
Europa II

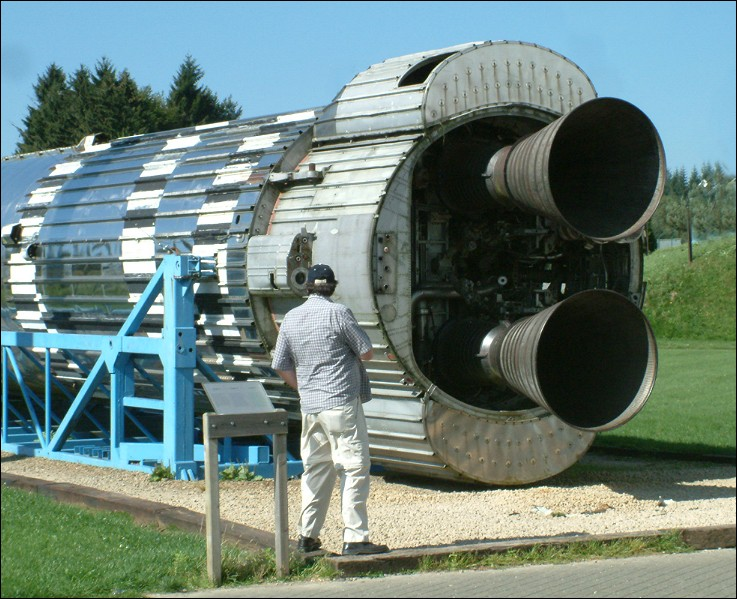
Rolls-RoyceRZ-12

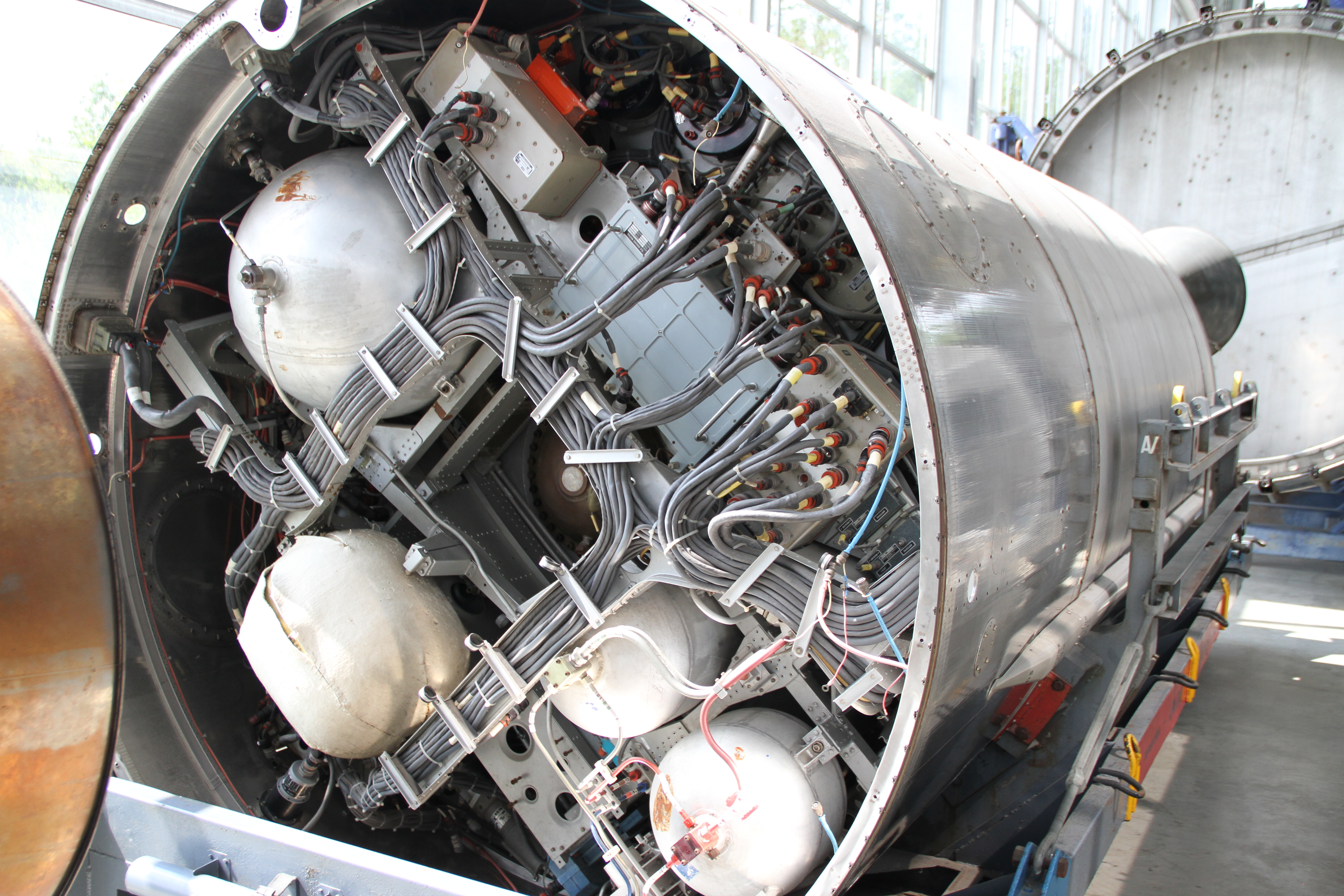
Coralie

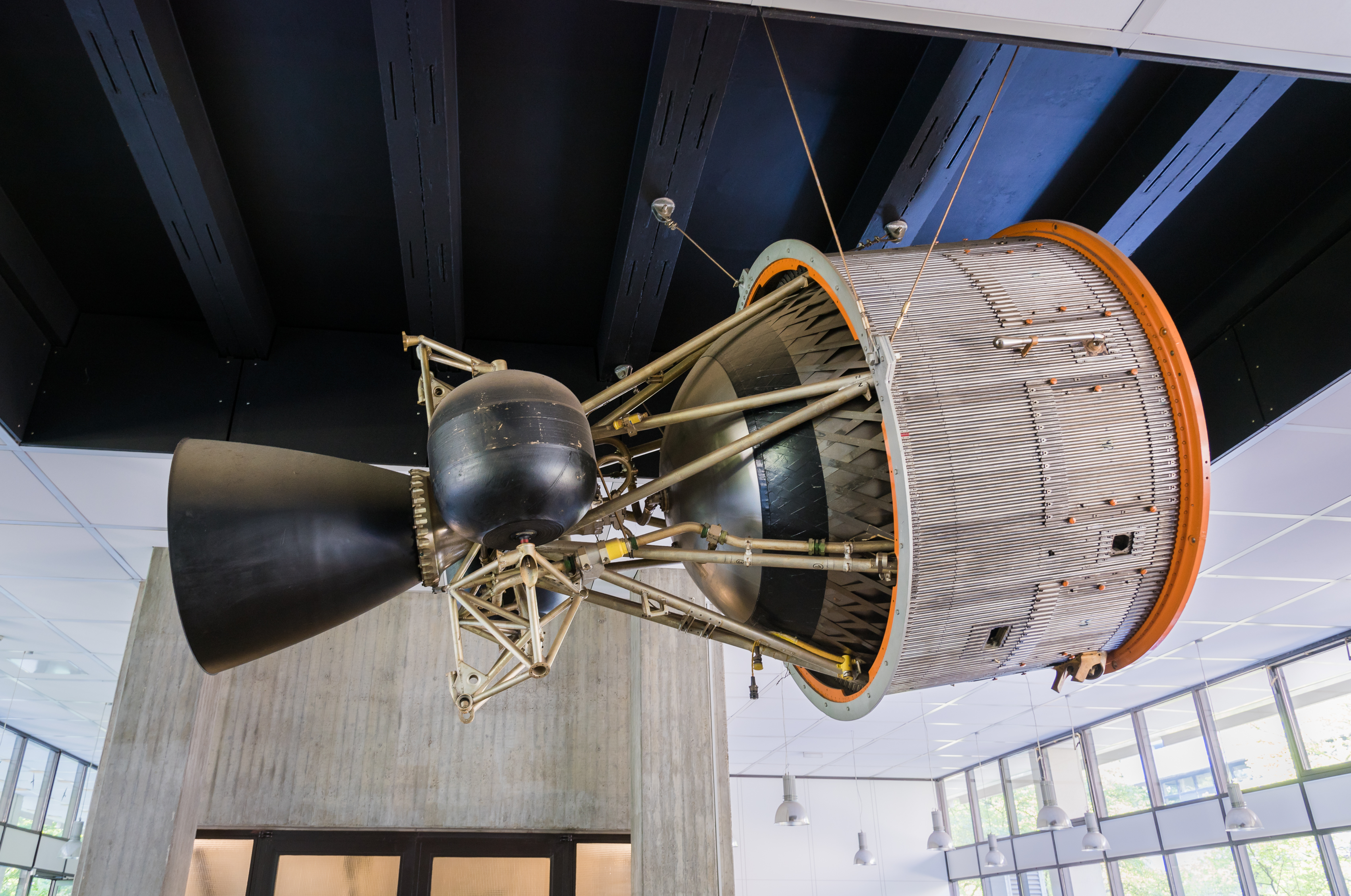
Astris

La ELDO (European Launcher Development Organisation, en español, Organización Europea para el Desarrollo de Lanzadores) fue una organización europea fundada en 1964 por Alemania, Australia, Bélgica, Dinamarca, España, Francia, Italia, Países Bajos y Reino Unido.
La participación de Australia se explica porque esta nación ofreció una base de lanzamientos: el centro de Woomera. Después de una serie de fracasos en el desarrollo del cohete Europa, principalmente los lanzamientos de los cohetes Europa I y Europa II y el abandono del proyecto del cohete Europa III, de problemas presupuestarios y de la salida del Reino Unido de la organización, se decidió el traslado de las pruebas al centro de Kourou (Guayana Francesa) a instancias de Francia. En 1975 fue sustituida, junto con la ESRO, por la ESA.